# ریچل امس
 ریچل امس (انگلیسی: Rachel Ames؛ زادهٔ ۲ نوامبر ۱۹۲۹) یک هنرپیشه اهل ایالات متحده آمریکا است.